# Мейтленд, Джеймс, 7-й граф Лодердейл
Джеймс Мейтленд, 7-й граф Лодердейл (англ. James Maitland, 7th Earl of Lauderdale; 25 января 1718 — 17 августа 1789) — шотландский дворянин и пэр, член Палаты лордов.

## Биография
Родился 25 января 1718 года. Старший сын Чарльза Мейтленда, 6-го графа Лодердейла (ок. 1688—1744), второго сына Джона Мейтленда, 5-го графа Лодердейла, и леди Маргарет Каннингем. Его матерью была леди Элизабет Огилви (1692—1778), дочь Джеймса Огилви, 4-го графа Финдлатера, и Энн Данбар.
15 июля 1744 года после смерти своего отца Джеймс Мейтленд унаследовал титулы 7-го графа Лодердейла (Пэрство Шотландии), 8-го лорда Лодердейла (Пэрство Шотландии), 3-го баронета Мейтленда (Баронетство Новой Шотландии), 7-го виконта Мейтленда (Пэрство Шотландии) и 7-го лорда Тирлестейна и Болтона (Пэрство Шотландии).
Он прослужил в британской армии двадцать пять лет и в сентябре 1745 года он был назначен подполковником 16-го пехотного полка.
Ему также не повезло по Закону о наследственных юрисдикциях (Шотландия) 1746 года, который отменил наследственные юрисдикции, когда он получил за королевские привилегии Тирлестейн и бальи Лодердейл 1 000 фунтов стерлингов вместо заявленных 8 000 фунтов стерлингов.
Шотландский пэр-представитель в Палате лордов Великобритании 1747—1761 годах.
С февраля 1766 года до упразднения этого органа в 1782 году он был лордом полиции, а с 1779 по 1781 год — ректором Университета Глазго.
Лорд Лодердейл скончался в Холтоун-хаусе 17 августа 1789 года в возрасте 71 года.

## Семья
24 апреля 1749 года Джеймс Мейтленд женился на Мэри Тернер де Ломб (1732 — 20 июля 1789), дочери сэра Томаса де Ломба, олдермена лондонского Сити, от которой он получил большое состояние. У супругов было двенадцать детей, шесть сыновей и шесть дочрей:
- Леди Ханна Мейтленд (24 октября 1750 — 16 сентября 1768)
- Леди Элизабет Мейтленд (род. 18 декабря 1751)
- Валдейв Чарльз Лаудер Мейтленд, виконт Мейтленд (14 декабря 1752 — 5 сентября 1754)
- Леди Мэри Джулиан Мейтленд (26 июля 1754 — 2 февраля 1795)
- Джеймс Мейтленд, 8-й граф Лодердейл  (26 января 1759 — 15 сентября 1839), второй сын и преемник отца.
- Генерал-лейтенант сэр Томас Мейтленд (10 марта 1760 — 17 января 1824)
- Достопочтенный Джон Мейтленд (3 октября 1761 — 8 октября 1768)
- Леди Ханна Шарлотта Мейтленд (5 ноября 1762 — 8 мая 1804)
- Генерал Достопочтенный Уильям Мордаунт Мейтленд (12 августа 1764 — 24 июня 1841)
- Леди Джейн Мейтленд (4 июня 1769 — 1 июня 1833)
- Леди Изабель Энн Мейтленд (4 июня 1772 — 4 сентября 1858).